# Liphistiidae
Liphistiidae Thorell, 1869 è una famiglia di ragni appartenente al sottordine Mesothelae.
Questi ragni sono ortognati in quanto hanno i cheliceri dalla punta rivolta verso il basso, come gli altri ragni appartenenti al sottordine Mygalomorphae; non vi è comunque relazione diretta dal punto di vista sistematico. Si pensa che l'antenato comune di tutti i ragni era un Orthognatha, e che, di tutti i sottordini susseguitisi, solamente gli Araneomorphae cambiarono il loro allineamento dei cheliceri, mentre i migalomorfi trattennero come caratteristica i cheliceri simplesiomorfi.

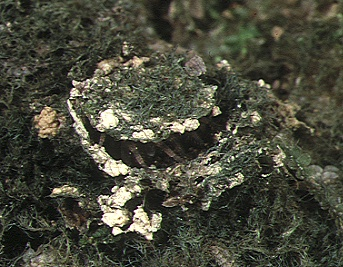
Heptathela kimurai, porta-trappola

## Caratteristiche
Gli appartenenti a questa famiglia di ragni hanno il carapace di grandezza normale che copre il prosoma, ma in cui l'addome si distingue chiaramente per essere segmentato.
Questi ragni sono lunghi da 1 a 3,5 centimetri, e hanno due paia di polmoni in forma di fogli sottilissimi ripiegati come un libro indice di una certa primitività e di un basso livello di attività. Il loro opistosoma ha una caratteristica punteggiatura.

## Comportamento
Hanno la tana in tubi nel terreno profondi fino a 60 centimetri e con i loro cheliceri tengono chiuso l'ingresso del cunicolo con una porta-trappola alquanto rudimentale. Tutt'intorno all'apertura tessono fili molto sottili in modo da accorgersi se qualche preda si sta avvicinando e, nel breve tempo che vi rimane attorcigliata, balzano fuori e la catturano. Sono attivi anche di notte e vivono per molti anni anche in cattività. Le femmine fanno la muta dopo la maturità. Mentre le femmine sono stanziali nei pressi del nido, i maschi vagano intorno alla ricerca di prede.

## Distribuzione

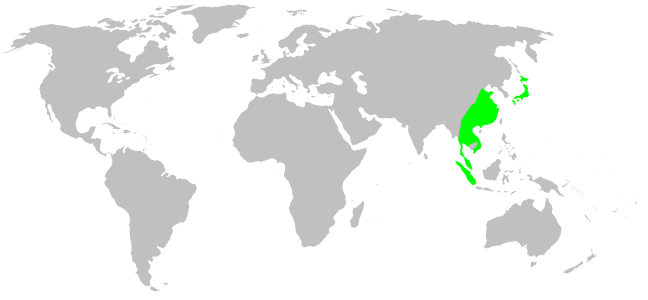
Liphistiidae, distribuzione

Sono ragni rinvenuti nell'Asia sud-orientale, nella Cina meridionale e nel Giappone meridionale. Tre specie del genere Liphistius della Malaysia sono endemiche di grotte e caverne e in genere prediligono luoghi molto umidi.

## Tassonomia
Attualmente, a novembre 2020, si compone di 8 generi e 138 specie:
- Ganthela Xu & Kuntner, 2015 - Cina
- Heptathela Kishida, 1923 — Vietnam, Giappone, Cina
- Liphistius Schiødte, 1849 — Asia sudorientale
- Qiongthela Xu & Kuntner, 2015 - Cina (Hainan), Vietnam
- Ryuthela Haupt, 1983 — Isole Ryukyu, Okinawa
- Sinothela Haupt, 2003 - Cina
- Songthela Ono, 2000 - Cina, Vietnam
- Vinathela Ono, 2000 - Vietnam, Cina

### Generi trasferiti, accorpati
- Abcathela Ono, 2000; a seguito di un lavoro dell'aracnologo Haupt del 2003, è da considerarsi un sinonimo del genere Heptathela Kishida, 1923
- Nanthela Haupt, 2003; a seguito di un lavoro degli aracnologi Schwendinger e Ono del 2011, è stato accorpato al genere Heptathela Kishida, 1923[2]
- Sinothela Haupt, 2003; a seguito di un lavoro degli aracnologi Schwendinger e Ono del 2011, è stato accorpato al genere Heptathela Kishida, 1923
- Songthela Ono, 2000; a seguito di un lavoro degli aracnologi Schwendinger e Ono del 2011, è stato accorpato al genere Heptathela Kishida, 1923
- Vinathela Ono, 2000; a seguito di un lavoro dell'aracnologo Haupt del 2003, è da considerarsi un sinonimo del genere Heptathela Kishida, 1923